# Sermérieu
Sermérieu är en kommun i departementet Isère i regionen Auvergne-Rhône-Alpes i sydöstra Frankrike. Kommunen ligger i kantonen Morestel som tillhör arrondissementet La Tour-du-Pin. År 2022 hade Sermérieu 1 642 invånare.

## Befolkningsutveckling
Antalet invånare i kommunen Sermérieu
Referens:INSEE